# Tamu-masszívum
A Tamu-masszívum a Csendes-óceán északnyugati részének mélyén helyezkedik el, Japántól keletre. A Tamu-masszívum egy kialudt pajzsvulkán, amelyet 2013. szeptember 5. óta a Föld legnagyobb vulkánjának sejtenek.

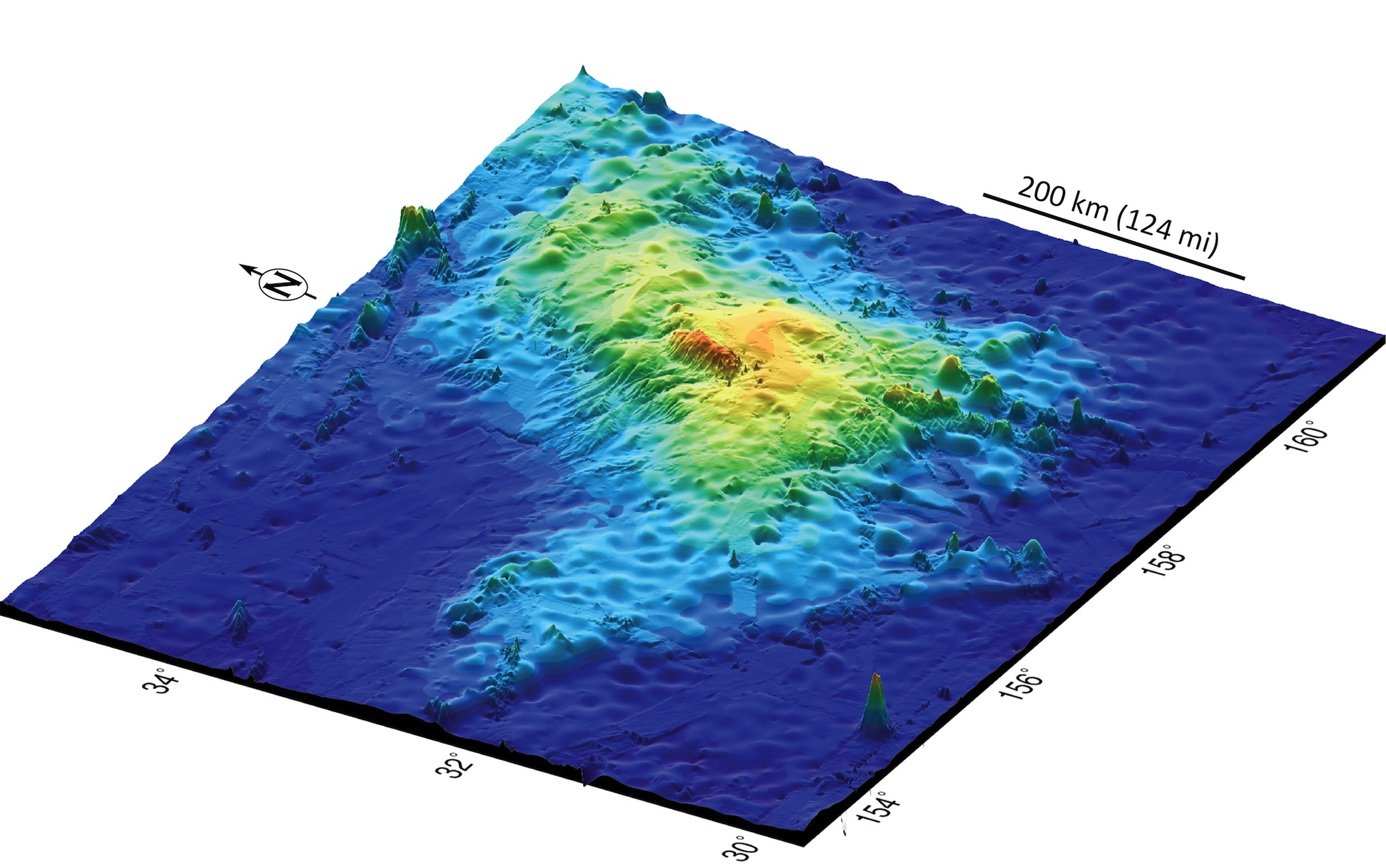
A Tamu-masszívum.

## Leírása
A Tamu-masszívum hozzávetőlegesen 145 millió éve, a Jura és Kréta korok határán jött létre. A masszívum mintegy 1600 km-re található Japántól, a Shatsky-fennsíknak nevezett földrajzi képződményben, melynek - a kutatók megállapításai szerint - a legősibb részét képezi. A vulkán 4460 m magas, de 1980 m-rel a tengerszint alatt helyezkedik el.
A vulkán tanulmányozása 1993-ban kezdődött, mikor a Houstoni Egyetem geofizikusa, William Sager csapatával megkezdte tevékenységét a Texas A&M Geosciences keretén belül (a Tamu-masszívum is erről az intézményről kapta a nevét, a Tamu név a Texas A&M University nevének rövidítése). Sager és csapatának kutatásai szerint a Tamu a legnagyobb jelenleg ismert pajzsvulkán a Földön, megelőzve a korábbi rekordtartót, a Mauna Loát. A földrajzi képződmény hozzávetőlegesen 260 000 km²-re terjed ki (míg a Mauna Loa mindössze 5000 km²-re), tehát fele akkora, mint a Naprendszer legnagyobb ismert vulkánja, az Olympus Mons.
A Tamu-masszívum szerkezetét tekintve teljes egészében bazaltból épül fel.